# Stefan Ishizaki
Stefan Daisuke Ishizaki (en japonés: ステファン 大輔 石崎; Estocolmo, Suecia; 15 de mayo de 1982) es un exfutbolista sueco, de ascendencia japonesa, que fue profesional entre 1999 y 2019. Fue internacional con la selección de fútbol de Suecia.
En octubre de 2019 anunció su retirada como futbolista profesional antes de disputar su último partido con el IF Elfsborg.

## Clubes
| Club               | País           | Año       |
| ------------------ | -------------- | --------- |
| AIK Solna          | Suecia         | 2001-2004 |
| Genoa CFC (cedido) | Italia         | 2004      |
| Vålerenga Fotball  | Noruega        | 2005      |
| IF Elfsborg        | Suecia         | 2006-2013 |
| Los Angeles Galaxy | Estados Unidos | 2014-2015 |
| AIK Solna          | Suecia         | 2015-2017 |
| IF Elfsborg        | Suecia         | 2018-2019 |

## Palmarés

### Campeonatos nacionales
| Título         | Club               | País           | Año  |
| -------------- | ------------------ | -------------- | ---- |
| Copa de Suecia | AIK Solna          | Suecia         | 1999 |
| Tippeligaen    | Vålerenga Fotball  | Noruega        | 2005 |
| Allsvenskan    | IF Elfsborg        | Suecia         | 2006 |
| Allsvenskan    | IF Elfsborg        | Suecia         | 2012 |
| Copa MLS       | Los Angeles Galaxy | Estados Unidos | 2014 |